# مؤتمر الموسيقى الشتوي
مؤتمر الموسيقى الشتوي (بالإنجليزية: Winter Music Conference)‏ ويعرف اغتصارا باسم (WMC)، هو مؤتمر مخصص للموسيقى الإلكترونية ويستمر لفترة تمتد لأسبوع ، يعقد كل شهر مارس في ميامي بيتش، بفلوريدا، الولايات المتحدة، وذلك منذ عام 1985. ويعرف أيضاً بكونه أولى العروض الموجهو لموسيقى الرقص الإلكترونية. يجمع هذا المؤتمر بين المهنيين من الفنانين، والدي جي، وممثلي العلامات التجارية (A & R)، والمنتجين، والمروجين، والراديو، ووسائل الإعلام من أجل عقد ندوات وحلقات النقاش المفتوحة. الآلاف من الحضور يحضرون المؤتمر كل عام من جميع أنحاء العالم.